# Jubbet ad-Dib
Jubbet ad-Dib, també Jubbet adh-Dhib (àrab: جبة الذيب, Jubbat aḏ-Ḏīb) és una vila de la governació de Betlem, al centre de Cisjordània, situada 6,5 kilòmetres al sud-est de Betlem i just a l'est de la vila palestina de Jannatah i al nord de l'assentament israelià de Kfar Eldad. Segons l'Oficina Central d'Estadístiques de Palestina (PCBS), tenia 204 habitants en 2016. Jubbet ad-Dib té una àrea de terra de 402 dúnams, dels quals 8 són sòl edificat, i es troba a 628 metres sobre el nivell del mar.

## Història
El poble va ser establert el 1929 per àrabs beduïns que anteriorment hi havien viscut i pasturat els seus ramats. Els habitants eren part de la confederació tribal Bani Harb amb base a la Península Aràbiga. El nom del poble es tradueix com «el pou dels llops». Actualment, la població de Jubbet ad-Dib pertany principalment a un clan, al-Wahsh. Hi ha una mesquita al poble, la mesquita Hamza Bin Abd al-Muttalib.
L'any 2002, l'Autoritat Nacional Palestina (ANP) va establir un comitè de desenvolupament local de cinc membres per administrar Jubbet adh-Dhib. L'ANP nomena tots els membres i no hi ha cap seu per al comitè del poble. En els darrers anys, el poble ha confiat en el lideratge del Comitè de dones, que ha aconseguit trobar donants internacionals d'un escola, autobús escolar, sistema de calefacció solar i electricitat solar.
El 2017, Israel va confiscar equips per al sistema elèctric per al poble. La pèrdua de l'equip, que consta de 96 panells solars i equips electrònics, va provocar la pèrdua d'electricitat per a les 30 famílies que vivien al poble. L'equip havia estat donat pels Països Baixos. Els holandesos van protestar contra la confiscació feta per Israel.
Més tard, els holandesos van dir que continuarien projectes per ajudar els palestins, amb permís israelià o sense.

## Economia i infraestructura
Al voltant del 70% de la força laboral de Jubbet ad-Dib treballa al mercat laboral israelià. La resta treballen en gran manera en l'agricultura. La taxa d'atur el 2008 va ser del 16%. Segons un informe de Human Rights Watch (HRW), des de 1988 l'administració local de Jubbet ad-Dib ha sol·licitat connectar-se amb la xarxa elèctrica israeliana. Les autoritats israelianes han negat reiteradament l'electricitat del poble, ja que el poble està sota el control administratiu israelià rn "Àrea C". La vila no té carreteres pavimentades que la connecten a altres localitats palestines ocupades. Els residents no poden pagar els vehicles; la majoria dels residents que necessiten serveis es desplacen a peu. Com que no hi ha escoles ni institucions governamentals al poble, la majoria dels serveis són prestats per poblacions properes com Beit Ta'mir i Za'atara.
L'agost de 2017, sis cabines d'acer donades per la UE que servien d'escola a la zona van ser demolides o eliminades per les autoritats israelianes juntament amb equips escolars el dia abans de l'inici del període acadèmic. Aquesta, i una altra destrucció de les instal·lacions educatives palestines per part d'Israel van ser condemnades per França.